# Planet Explorers
Planet Explorers è un videogioco di avventura e di ruolo con meccaniche sandbox sviluppato e pubblicato dalla Pathea Games. Lo sviluppo è iniziato nel gennaio 2014 come gioco in accesso anticipato. Il gioco è stato pubblicato l'8 novembre 2016 per Microsoft Windows, macOS e Linux sullo store digitale Steam. Il gioco è disponibile nativamente in Inglese e Cinese semplificato. Sono disponibili sul sito ufficiale anche traduzioni amatoriali in altre lingue. La traduzione in Francese è completa, la traduzione in lingua italiana è invece parziale.
Il gameplay di Planet Explorers permette ai giocatori di modificare il terreno di gioco e costruire edifici con ampia personalizzazione. Tali strutture possono poi essere anche salvate e copiate. È possibile inoltre creare un numero illimitato di oggetti, fra cui armi, armature e veicoli utilizzando l'editor interno che permette la progettazione di questi elementi in modo simile ad un software di modellazione 3D. Disponendo dei necessari materiali è poi possibile creare questi oggetti durante le partite. Nel gioco è anche possibile esplorare, raccogliere risorse, combattere e gestire una colonia.

## Modalità di gioco
Planet Explorers è un gioco in terza persona, sandbox e d'avventura. I giocatori possono utilizzare l'editor interno per progettare e creare le armi ed i veicoli utilizzabili in-game. Il titolo è giocabile sia su mappe generate proceduralmente in modalità creativa o sopravvivenza sia mediante una campagna ambientata in un vasto mondo creato a mano. Nel mondo di gioco è possibile trovare 70 diverse creature (divise in erbivori e carnivori). Oltre a questo è anche possibile edificare una colonia dove riunire gli NPC recuperabili in giro per la mappa come abitanti (trasformando il gioco in un gestionale). Tale colonia andrà quindi protetta dagli attacchi ed è possibile stringere alleanze con le altre fazioni aliene e umane presenti nel gioco. Tutte le modalità possono essere giocate anche in multigiocatore (sono disponibili numerosi server ufficiali gestiti dalla Pathea stessa). Le partite multigiocatore possono essere giocate in cooperativa, survival (tutti contro tutti) o a squadre. Tramite il multiplayer è possibile inoltre recuperare le creazioni fatte con l'editor dagli altri giocatori e caricate sullo Steam Workshop. Il gioco dispone inoltre di un ulteriore editor che consente di creare nuove mappe e campagne.

### Modalità storia
La campagna principale del gioco si svolge sul Pianeta Maria, un'esopianeta che l'umanità intende colonizzare per ovviare alla carenza di risorse ed all'inquinamento che affliggono la Terra e Marte. La partita inizia subito dopo lo schianto della nave Epiphany sul pianeta, causato dall'impatto con un oggetto sconosciuto. Il mondo di gioco in questa modalità è grande 17x8 km.

### Modalità avventura
La modalità avventura è stata aggiunta nella versione alfa 0,61 del gioco. In questa modalità la mappa di gioco è generata proceduralmente ed è possibile giocare sia seguendo la storyline generata sia esplorando liberamente. In giro per le mappe non è raro imbattersi in dungeon, completandoli è possibile acquisire, oltre che oggetti preziosi, anche creazioni fatte dagli altri giocatori.

### Modalità Costruzione
Utilizza mappa generate proceduralmente in cui è possibile costruire senza limiti di risorse.

## Trama
Planet Explorers inizia nell'anno 2287, quando una delle prime navi coloniali inviate dalla Terra arriva sul pianeta Maria, uno sconosciuto corpo celeste del sistema stellare Epsilon Indi. Durante la sequenza di atterraggio qualcosa va storto, la grossa nave perde il controllo e si schianta sul pianeta. La missione di colonizzazione si trasforma quindi in una missione di sopravvivenza, ambientata su un pianeta pieno di creature ostili.

## Accoglienza
L'uscita della versione alfa del titolo è stato ben accolto sia dalla critica sia dal pubblico, nell'estate del 2014 è stato anche fra i titoli più venduti su Steam. Su Metacritic il gioco ha un voto di 7,3 ed in particolare è stato apprezzato per il suo editor di oggetti. Tuttavia, molti recensori sostengono che tale punteggio non sia compatibile con lo stato di sviluppo del prodotto finale, che presenta alcuni bug, una grafica non all'altezza e dei comandi legnosi. Attualmente il gioco ha venduto più di 310 000 copie su Steam.